# 科皮斯京
49°23′7″N 27°7′9″E / 49.38528°N 27.11917°E
科皮斯廷（烏克蘭語：Копистин）是位於烏克蘭西部的村莊，由赫梅利尼茨基州裡赫梅利尼茨基區的赫梅利尼茨基市鎮負責管轄。該村面積2.3平方公里，海拔高度284米，2017年人口1,216，人口密度每平方公里546.7人。